# ICTS Europe
ICTS Europe S.A. är ett franskt säkerhetsföretag som verkar främst inom luftfartsskydd och utför bland annat säkerhetskontroller av passagerare på flygplatser i Europa. Företaget utför också andra säkerhetstjänster på bland annat datacenters, evenemangsanläggningar, köpcentrum och tågstationer.
ICTS Europe grundades 1999 när det blev avknoppat från det nederländska ICTS International.
Huvudkontoret ligger på flygplatsen Paris-Charles de Gaulles flygplats i Tremblay-en-France.